# Valadares (São Pedro do Sul)
Valadares ist eine Gemeinde (Freguesia) im portugiesischen Kreis São Pedro do Sul. In ihr leben 660 Einwohner (Stand 19. April 2021).